# Manfred Erdmann

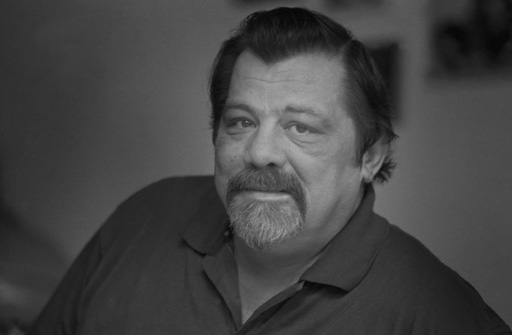
Manfred Erdmann, 1992

Manfred „Manni“ Erdmann (* 29. Dezember 1939; † 26. Oktober 2017) war ein deutscher Synchronsprecher und Schauspieler.

## Leben
Manfred Erdmann war seit den 1970er Jahren in der Filmsynchronisation tätig. Mehrfach hat er Rip Torn und Billy West eingedeutscht. Bekannt wurde er vor allem als deutsche Stimme von Mr. T in der ARD-Fassung der Fernsehserie Das A-Team  und von verschiedenen Rollen sowohl in der Fernsehserie sowie in den Hörspielen von Alf. Daneben ist seine raue Stimme auch in Kinospielfilmen wie Dark City zu hören, war vor allem aber sehr gefragt für Animationsfilme. So gestaltete er markante Nebenfiguren in Asterix-Filmen und in Nightmare Before Christmas. Seine bekanntesten Rollen bleiben die des Comicbuchverkäufers in Die Simpsons und Dr. Zoidberg in Futurama. Weiter sprach Erdmann in den Märchen von SimsalaGrimm den König und den Landwirt in Tischlein deck dich. Erdmann lieh seine tiefe Stimme auch dem Storch Ermenrich bei Wunderbare Reise des kleinen Nils Holgersson mit den Wildgänsen. Ebenso übernahm er die Stimme von Red Skull in der Zeichentrickserie New Spider-Man als auch die von Megatron aus der Serie Transformers. Er war auch in einigen Folgen von Aktenzeichen XY... ungelöst zu sehen.
Am 26. Oktober 2017 starb Manfred Erdmann nach kurzer schwerer Krankheit  im Alter von 77 Jahren.

## Synchronrollen (Auswahl)

### Filme
- 1984: Freitag der 13. – Das letzte Kapitel: diverse Rollen
- 1985: Asterix – Sieg über Cäsar als Wache vor Registratur (Kinofassung)
- 1986: Asterix bei den Briten als römischer Legionär (Kinofassung)
- 1988: Prison – Rückkehr aus der Hölle: Tommy Lister Jr. als Tiny
- 1990: Peterchens Mondfahrt als Donnermann
- 1992: No Surrender – Schrei nach Gerechtigkeit: Keith David als Luther
- 1994: Interview mit einem Vampir: George Kelly als Puppenmacher
- 1994: Asterix in Amerika als Medizinmännern (DVD-Version)
- 1995: Fluke – Ein Hund räumt auf als Rumbo
- 1996: Phenomenon – Das Unmögliche wird wahr: Troy Evans als Roger
- 1998: Dark City: diverse Rollen
- 1999: Lethal Weapon 4: Richard Riehle als INS Agent
- 2000: The Gift – Die dunkle Gabe: John Beasley als Albert Hawkins
- 2001: Nicht noch ein Teenie-Film: Mr. T als Hausmeister
- 2003: Das Schloss im Himmel als Muoro
- 2004: Veer und Zaara – Die Legende einer Liebe als Priester
- 2006: Wächter des Tages – Dnevnoi Dozor als Trotzky
- 2006: Paprika als Seijiro Emori
- 2007: Harry Potter und der Orden des Phönix: Jim McManus als Aberforth Dumbledore
- 2014: The LEGO Movie als Vitruvius

### Serien
- 1980: Wunderbare Reise des kleinen Nils Holgersson mit den Wildgänsen als Storch Ermenrich
- 1983–1987: Das A-Team: Mr. T als B. A. Baracus
- 1988: Saber Rider und die Starsheriffs als Ramrod und Sprecher
- 1989: Die Simpsons als Comicbuchverkäufer
- 1990: Alf Staffel 3 Folge 15: Ich und der King als Aaron King[2]
- 1993–1995: Mega Man als Guts Man
- 1993–1998: New Spider-Man als Kraven
- 1999, 2000: Nebenrollen in 10 Folgen von SimsalaGrimm (Fernsehserie)
- 2000–2010: Futurama als Dr. Zoidberg
- 2003–2016: One Piece als Whitebeard

### Videospiele
- 2002: Age of Mythology als Agamemnon